# Most im. Istvána Türra w Bai
Most im. Istvána Türra (węg. Türr István híd) – most drogowo-kolejowy nad Dunajem w Bai, na Węgrzech. Jest częścią drogi krajowej nr 55.
Most powstawał w latach 1946–1950 zgodnie z projektem Imre Korányi’ego. Oddanie do użytku miało miejsce 17 grudnia 1950. Zastąpił konstrukcję zniszczoną w 1944 roku w wyniku działań wojennych. Jego całkowita długość wynosi 582 metry. Liczy 7 przęseł. W 1968 roku most przeszedł remont.